# Механохимическое воздействие
Механохимическое воздействие (англ. mechanochemical treatment, mechanical milling and alloying) — механическая обработка твердых смесей, в результате которой происходит пластическая деформация веществ, ускоряется массоперенос, осуществляется перемешивание компонентов смеси на атомарном уровне и активируется химическое взаимодействие твердых реагентов.

## Описание

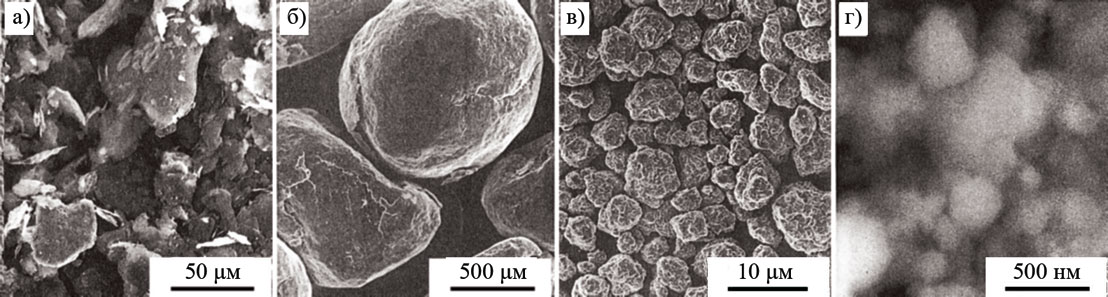
Исходная порошковая смесь титана и графита (а) и очень крупные (до 1 мм) композитные (Ti + C)-частицы порошковой смеси после 3 часов размола в шаровой мельнице (б). Образование карбида титана начинается после 4 часов размола; после 11 часов размола возникают агломераты размером до 5–8 мкм, образованные из нанозерен TiC размером 10–100 нм (в); после 200-часового размола зерна карбида титана TiC имеют размер 2–3 нм и агломерированы в частицы размером 300–400 нм (г).

Механохимическое воздействие как метод высокоэнергетического механического воздействия на твердое тело можно разделить на две основные составляющие: механоактивацию, иногда называемую просто механическим размолом или истиранием (англ. mechanical milling, mechanical activation), и механическое сплавление, или механосинтез (англ. mechanical alloying, mechanochemical synthesis). В обоих случаях применяются различные конструкции планетарных и струйных мельниц, дезинтеграторов.
Измельчение при ударном, ударно-истирающем или истирающем воздействиях приводит к накоплению в частицах твердого тела структурных дефектов, фазовым превращениям и даже аморфизации кристаллов, что влияет на их химическую активность. В случаях, когда скорость накопления дефектов превышает скорость их исчезновения, и происходит механоактивация.
Механическое сплавление обеспечивает массоперенос и химическое взаимодействие порошков чистых элементов, соединений или сплавов. С помощью механического сплавления можно получать вещества как в кристаллическом, так и в аморфном состояниях. Кроме того, в результате механического сплавления может быть достигнута полная взаимная растворимость в твердом состоянии таких элементов, взаимная растворимость которых в равновесных условиях пренебрежимо мала.
Механохимическое воздействие является одним из наиболее производительных методов получения больших количеств нанопорошков различных материалов — металлов, сплавов, интерметаллидов, керамики, композитов.
Средний размер частиц получаемых порошков составляет от 200 до 5-10 нм. Например, механохимический синтез нанопорошков карбидов TiC, ZrC, VC и NbC размолом смеси порошков металла и углерода в шаровой мельнице приводит к образованию карбидов через 4-12 часов размола, а размер карбидных частиц после 48 часов размола составлял 7 ± 1 нм.